# Daniel Andrei Cacina
Daniel Andrei Cacina (Brașov, 17 ottobre 2001) è un saltatore con gli sci rumeno.

## Biografia
Originario di Brașov e attivo dal febbraio del 2014, Cacina ha esordito in Coppa del Mondo il 19 febbraio 2021 a Râșnov (42º), ai Campionati mondiali a Oberstdorf 2021, dove si è classificato 12º nella gara a squadre e 11º nella gara a squadre mista, e ai Giochi olimpici invernali a Pechino 2022, dove si è piazzato 48º nel trampolino normale e 46º nel trampolino lungo; ai Mondiali di Planica 2023 è stato 36º nel trampolino normale, 49º nel trampolino lungo, 10º nella gara a squadre e 13º nella gara a squadre mista.

## Palmarès

### Coppa del Mondo
- Miglior piazzamento in classifica generale: 82º nel 2023